# Anacranae
Anacranae is een geslacht van rechtvleugeligen uit de familie veldsprinkhanen (Acrididae). De wetenschappelijke naam van dit geslacht is voor het eerst geldig gepubliceerd in 1934 door Miller.

## Soorten
Het geslacht Anacranae omvat de volgende soorten:
- Anacranae beybienkoi Storozhenko, 2005
- Anacranae gorochovi Storozhenko, 2002
- Anacranae nuda Miller, 1934
- Anacranae vietnamensis Storozhenko, 2002